# Ilanz
Ilanz (toponimo tedesco; in romancio Glion ) è una frazione di 2 491 abitanti del comune svizzero di Ilanz/Glion, nella regione Surselva (Canton Grigioni); ha il titolo di città.

## Geografia fisica
Ilanz si trova nella valle del Reno Anteriore, allo sbocco della Val Lumnezia.

## Storia
Si tratta del primo centro di una certa importanza lungo il Reno e per questo in epoca medioevale il comune venne fortificato e raggiunse un'importanza tale da essere considerato come una città; ancora oggi, nonostante il numero piuttosto esiguo di abitanti, l'appellativo ufficiale del comune è Stadt Ilanz.

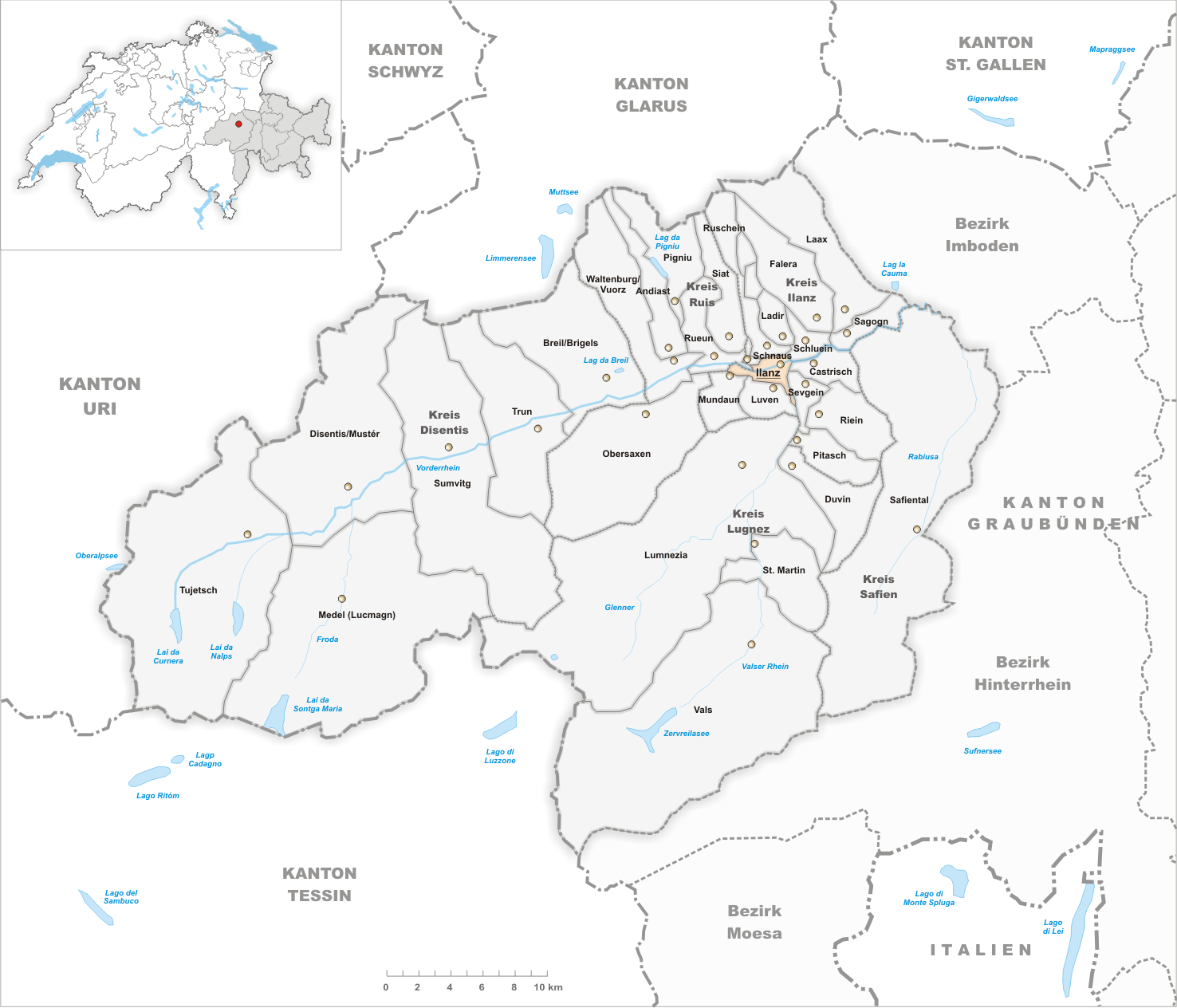
Il territorio del comune di Ilanz prima degli accorpamenti comunali del 2014

Già comune autonomo che si estendeva per 4,67 km² e che nel 1978 aveva inglobato il comune soppresso di Strada, il 1º gennaio 2014 è stato aggregato agli altri comuni soppressi di Castrisch, Duvin, Ladir, Luven, Pigniu, Pitasch, Riein, Rueun, Ruschein, Schnaus, Sevgein e Siat per formare il nuovo comune di Ilanz/Glion, del quale Ilanz è il capoluogo.

## Monumenti e luoghi d'interesse
- Chiesa riformata di Santa Margherita, attestata dal 1288[1];
- Chiesa cattolica di Santa Maria, eretta nel 1879[1];
- Convento delle suore domenicane di San Giuseppe (Kloster Ilanz), eretto nel 1969[1].

## Società

### Evoluzione demografica
L'evoluzione demografica è riportata nella seguente tabella (dal 1850 con Strada):
Abitanti censiti

### Lingue e dialetti
Nel 2000 il 30% della popolazione parlava la lingua romancia.

## Infrastrutture e trasporti

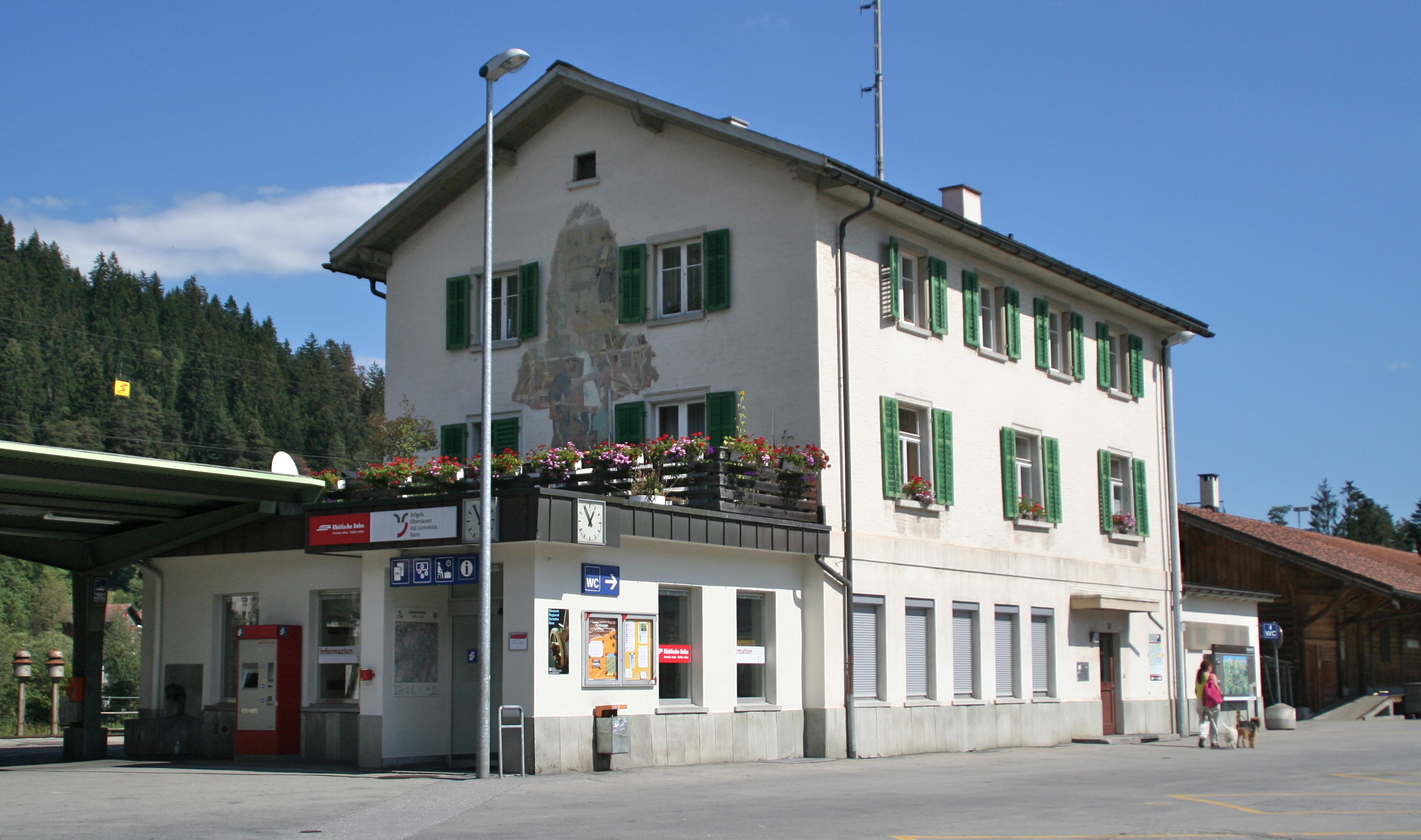
La stazione di Ilanz

Ilanz è servito dall'omonima stazione della Ferrovia Retica (linea Reichenau-Disentis).